# Saint-Gobain Sekurit
 (décembre 2017).
Si vous disposez d'ouvrages ou d'articles de référence ou si vous connaissez des sites web de qualité traitant du thème abordé ici, merci de compléter l'article en donnant les références utiles à sa vérifiabilité et en les liant à la section « Notes et références ».
Saint-Gobain Sekurit est une entreprise fabricant des vitres de véhicules (voitures, camions, utilitaires, bus et cars) fondée en 1920. C'est une filiale du groupe Saint-Gobain.

## Sites de production

### En Europe
Les sites de production en Europe sont les suivants :
- Herzogenrath (Allemagne)
- Schwaikheim (Allemagne)
- Avilés (Espagne)
- L'Arboç (Espagne) : deux sites
- Aniche (France)
- Noyon (France)
- Thourotte (France)
- Savillan (Italie)
- Dąbrowa Górnicza (Pologne)
- Sosnowiec (Pologne)
- Żary (Pologne)
- Călărași (Roumanie)
- Eslöv (Suède)
- Hořovice (Tchéquie)

En août 2021, Saint-Gobain Sekurit annonce la fin de ses activités de production au Portugal, entrainant la fermeture du site de Santa Iria de Azóia et le licenciement de 130 salariés.

## Historique
Ils ont fait des vitres sur les trains[réf. nécessaire].